# The Nine – Die Geiseln
The Nine – Die Geiseln (Originaltitel: The Nine) ist eine US-amerikanische Fernsehserie, die nur 13 Episoden in einer Staffel umfasst und zwischen 2006 und 2007 produziert wurde.

## Handlung
Neun Menschen, die sich zu dem Zeitpunkt weitgehend noch nicht kennen, betreten eine Bank in Los Angeles und werden dabei Geiseln eines bewaffneten Banküberfalls. Da sind beispielsweise die Anwältin Kathryn Hale, der Arzt Dr. Jeremy Kates, seine Freundin Lizzie Miller und der glücksspielsüchtige Polizist Nick Cavanaugh. Auch der Büroangestellte Egan Foote, der ursprünglich geplant hatte, sich nach dem Gang in die Bank wegen privater Probleme das Leben zu nehmen, wird als Geisel genommen. 52 Stunden dauert das Drama, das die Bankangestellte Eva Rios neben einem Wachmann als Einzige nicht überlebt.
Nach der Geiselnahme versuchen die meisten, die in der Bank festgehalten wurden, ihr Leben wieder in den Griff zu bekommen. Neun von ihnen bleiben weiterhin miteinander in Kontakt, unterstützen sich gegenseitig und gehen teilweise auch tiefergehende Beziehungen zueinander ein. Obwohl von der Öffentlichkeit als Helden gefeiert, werden sie von der Polizei als Verdächtige eingestuft, da einer unter ihnen an die Bankräuber Informationen weitergegeben haben könnte. Parallel zur Weiterentwicklung der Handlung werden Stück für Stück die 52 Stunden des Geiseldramas in Rückblenden rekonstruiert.

## Besetzung
Die Synchronisation der Serie wurde bei der Studio Hamburg Synchron nach Dialogbüchern und unter der Dialogregie von Astrid Kollex erstellt.
| Rolle            | Schauspieler      | Synchronsprecher   |
| ---------------- | ----------------- | ------------------ |
| Eva Rios         | Lourdes Benedicto | Angela Quast       |
| Egan Foote       | John Billingsley  | Jens Wawrczeck     |
| Lizzie Miller    | Jessica Collins   | Celine Fontanges   |
| Nick Cavanaugh   | Tim Daly          | Michael Lott       |
| Felicia Jones    | Dana Davis        | Mia Diekow         |
| Franny Rios      | Camille Guaty     | Eva Michaelis      |
| Malcolm Jones    | Chi McBride       | Rainer Schmitt     |
| Kathryn Hale     | Kim Raver         | Marion von Stengel |
| Dr. Jeremy Kates | Scott Wolf        | Christian Stark    |
| Lucas Dalton     | Owain Yeoman      | Konstantin Graudus |
| Randall Reese    | Jeffrey Pierce    | Asad Schwarz       |

## Hintergrundinformationen
Die Serie erwies sich in den USA als Flop, so dass nicht nur nach einer Staffel das Aus kam, sondern die produzierten Folgen auch nicht einmal vollständig ausgestrahlt wurden. Die Erzählstruktur ist vergleichbar mit der der Fernsehserie Lost, wo das Leben und Schicksal der Hauptakteure ebenfalls in Rückblenden dargestellt wird.
The Nine – Die Geiseln war ab dem 21. August 2008 auf dem österreichischen Privatsender ATV zu sehen und in Deutschland lief die Serie vom 5. September bis zum 28. November 2008 jeweils freitags auf kabel eins.